# Bavière
« Bayern » redirige ici. Pour les autres significations, voir Bayern (homonymie).
 (février 2025).
Si vous disposez d'ouvrages ou d'articles de référence ou si vous connaissez des sites web de qualité traitant du thème abordé ici, merci de compléter l'article en donnant les références utiles à sa vérifiabilité et en les liant à la section « Notes et références ».
La Bavière (en allemand : Bayern), officiellement appelée État libre de Bavière (Freistaat Bayern), est située dans le Sud-Est de l'Allemagne et est un des seize Länder allemands. Sa capitale est Munich. Elle est nommée Boiaria, Bajuvaria ou simplement Bavaria en latin, Bayern en allemand. Ces noms viennent du peuple des Bavarii ou Baiuvarii (nom transcrit aussi en « Bajuvares » ou « Bayouvares ») qui l’ont occupée. Plus grand Land du pays en superficie, sa population se compose de plus de 13 millions d’habitants, soit 16 % de la population fédérale allemande (2e Land sur 16), dont 1,2 million d’étrangers, soit 10 % de la population du Land.

## Géographie

### Situation
La Bavière est limitrophe de l'Autriche et de la Suisse au sud, de la Tchéquie à l'est, de l'État libre de Saxe, au nord-est, de l'État libre de Thuringe, au nord, du Land de Hesse, au nord-ouest et du Land de Bade-Wurtemberg, à l'ouest.
C'est le plus grand Land d'Allemagne pour ce qui est de la superficie et le deuxième au regard de la population (après la Rhénanie-du-Nord-Westphalie).
Ses principales villes sont Munich (München), Nuremberg (Nürnberg), Augsbourg (Augsburg), Ratisbonne (Regensburg), Wurtzbourg (Würzburg), Ingolstadt, Fürth, Erlangen, Bamberg, Bayreuth et Landshut.

### Écologie
Le bassin du Danube est le plus vaste d'Europe et s'ouvre sur son côté oriental. Il a probablement constitué un important refuge pour la diversité génétique et de nombreuses espèces de la flore, la faune et la fonge préhistorique lors des dernières glaciations.

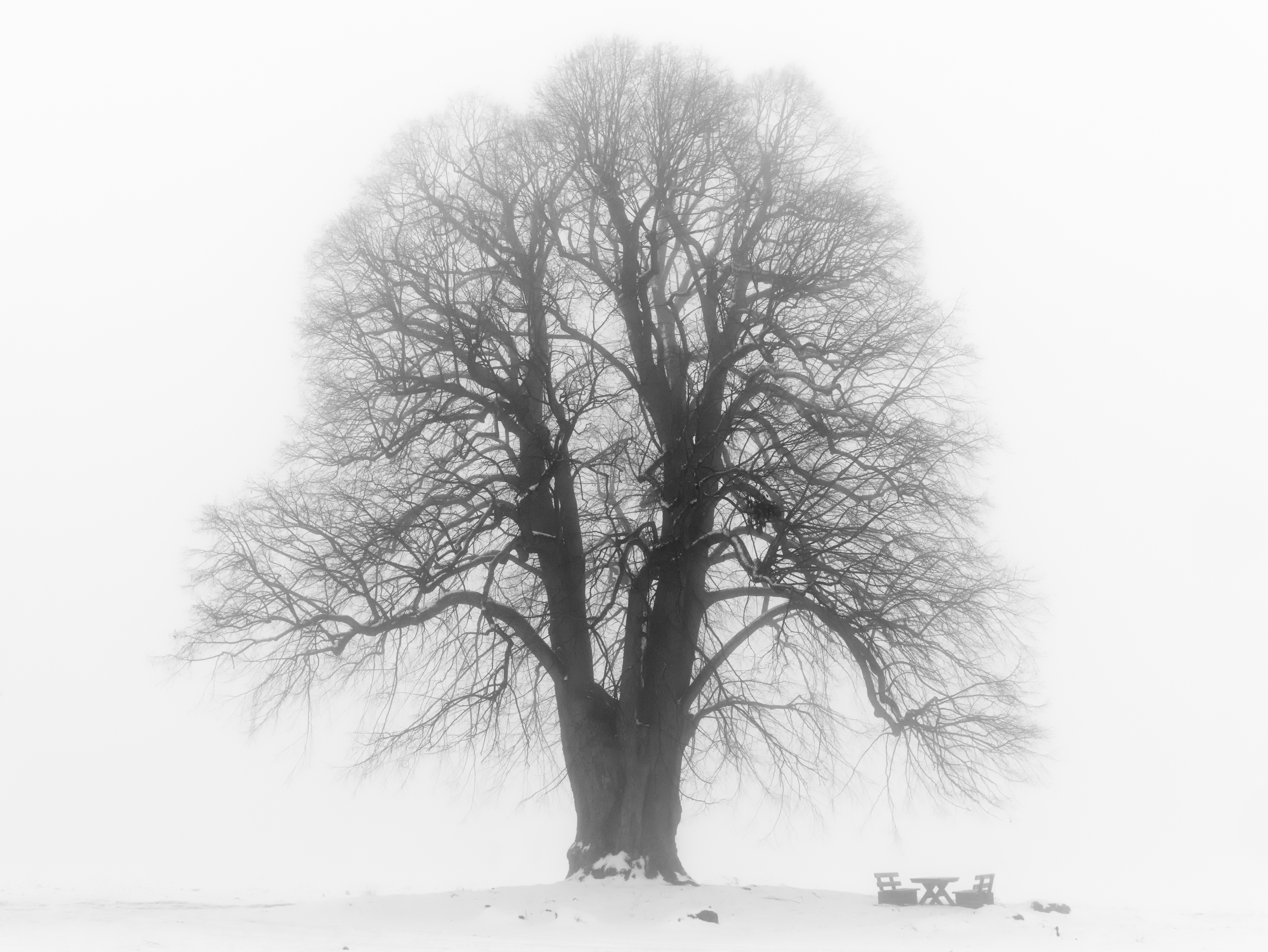
Arbre en Bavière (Grand tilleul à Heiligenstadt (Haute-Franconie)), dans le parc naturel de la Suisse Franconienne.
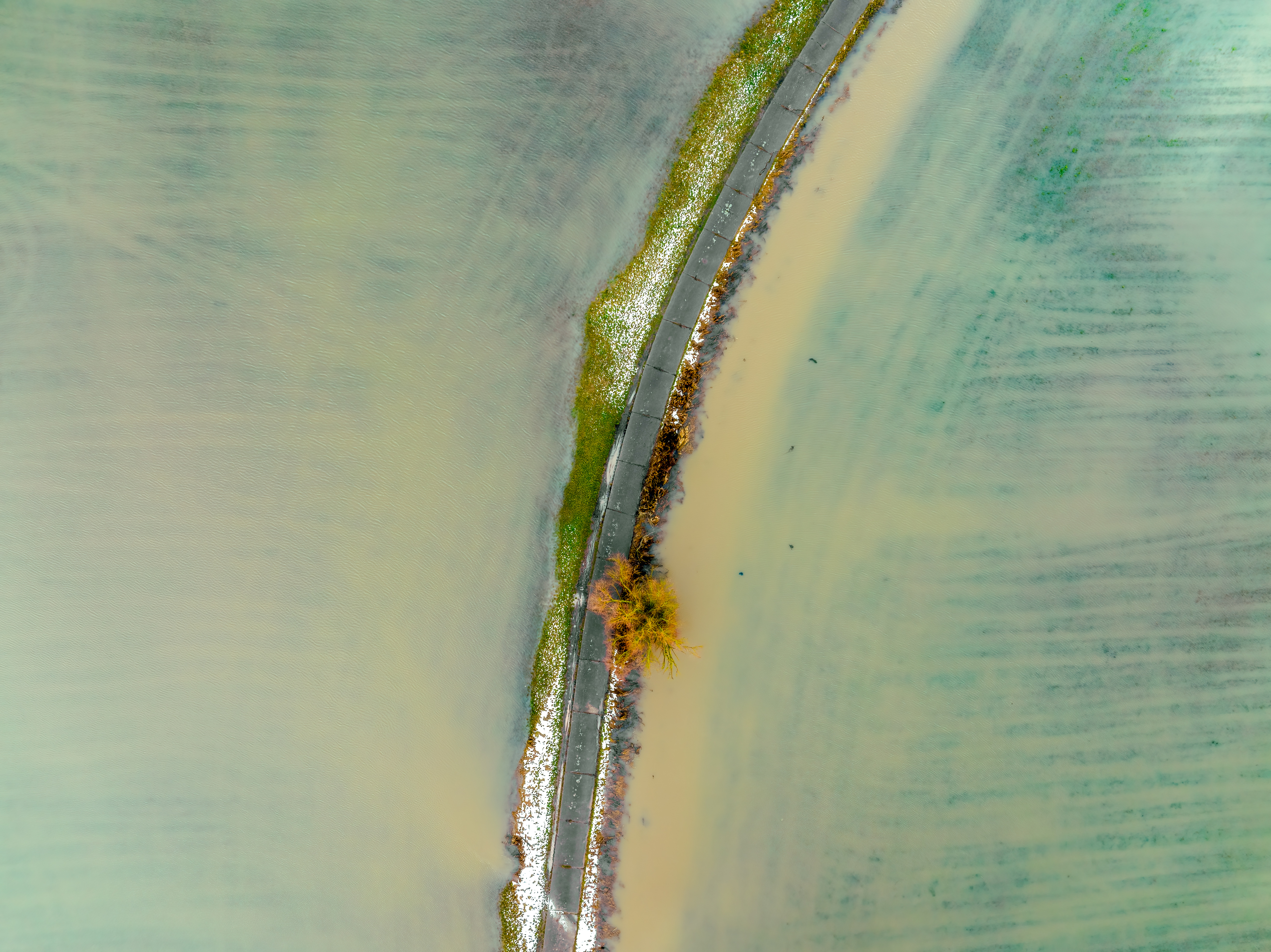
Champs inondés en Bavière, vers Itzgrund. Janvier 2022.
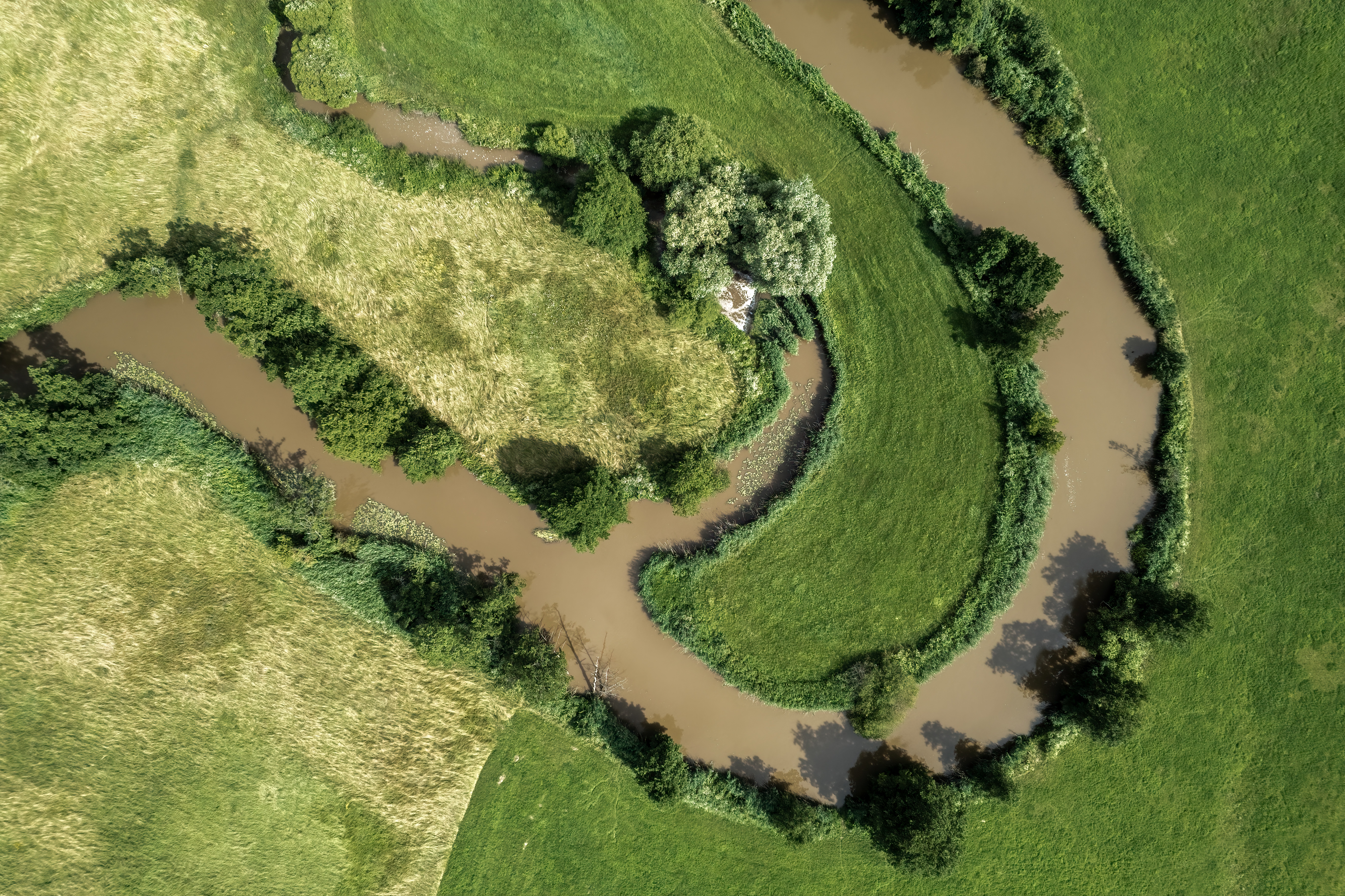
La rivière Aisch (de), en Bavière. Juillet 2021.

Il a conservé une petite population de castors qui, à la suite de diverses réintroductions, est en train de recoloniser le milieu après avoir failli disparaître au XIXe siècle.
Un objectif de bon état écologique doit y être recherché par chaque pays européen dans le cadre de la directive cadre sur l'eau (DCE) pour 2015.

### Les massifs bavarois

Vue de Bavière (district de Basse-Franconie) à partir de la colline de Heidelstein.

Au Nord-Est du Danube, entre Passau et Ratisbonne, se trouve le massif forestier bavarois (en allemand Bayerischer Wald) au paysage de moyenne montagne (entre 1 000 et 1 450 mètres d'altitude), avec des éperons rocheux sauvages, où les gorges profondément échancrées alternent avec de doux vallons et couvert par le plus grand massif forestier d'Europe centrale. Il s'agit de l'une des montagnes les plus anciennes du monde. 
Au Sud, les Préalpes bavaroises (en allemand Bayerische Voralpen), entre la Loisach à l'ouest et l'Inn à l'est, offrent une succession de parois rocheuses calcaires marquées, très différentes des Alpes à proprepement parler, caractérisées par des cirques formés au Pléistocène supérieur,
Entre les deux, les dépôts de l'époque glaciaire ont donné naissance à des paysages vallonnés avec des lacs et des marais. On y trouve le plus grand lac de l'Europe occidentale, le Chiemgau, le Pays des Cinq Lacs (en allemand Fünfseenland) au Sud de Munich et la région de l'Allgäu au dessus du Lac de Constance.

### Route allemande des Alpes
Du lac de Constance (en Allemand Bodensee) aux abords de Bregenz suivant la limite sud du pays, cette route touristique parcourt des paysages toujours changeants, découvrant ici un lac de montagne, là des sommets escarpés. Elle traverse les contreforts des Alpes d'Allgäu et des Alpes bavaroises couverts de pâturages, mais garde en vue les massifs élevés comme la Zugspitze et le Watzmann. Son parcours est ponctué de petits villages, de stations de sports d'hiver et de célèbres monuments, au premier rang desquels les châteaux de Louis II de Bavière et l'église de Wies.

### Effets du réchauffement climatique
Les effets du réchauffement climatique sont également évidents en Bavière. Les étés sont de plus en plus chauds et de plus en plus précoces, les hivers sont de plus en plus ponctués de précipitations sous forme de pluie et non plus de  neige et les phénomènes météorologiques extrêmes, tels que les tempêtes et les inondations sont en augmentation sans compter la fonte des glaciers: sur les cinq glaciers bavarois, un seul existera à moyen terme, le Höllentalferner. En revanche, le  Schneeferner a déjà presque complètement disparu depuis les années 1980.

## Histoire

### Antiquité
Au temps de l'Empire romain, cette contrée mi-celtique, mi-germanique fait partie, au sud du Danube, des provinces de Rhétie (à l'ouest) et de Norique (à l'est) ; sous Auguste, la Vindélicie remplace la Rhétie. Au nord du Danube, elle touchait par la vallée du Main (Haute-Franconie) au limes de Germanie (cf. le camp romain d'Obernburg).

### Moyen Âge

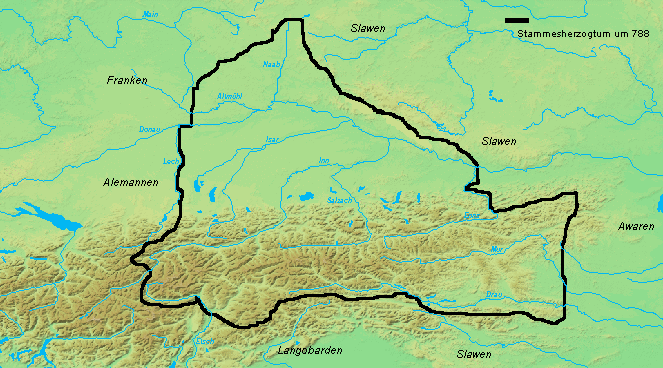
La Bavière à la chute du duc Tassilon (788).

Lors des grandes migrations du Ve siècle, les Boïens étendent leurs possessions dans la Norique occidentale en profitant du départ, vers le Sud de l'Europe, de tribus germaniques telles que les Marcomans, les Thuringes, les Gépides et les Ruges ; des clans de ceux-ci restent cependant sur place et fusionnent avec les Boïens pour former le peuple des Bavarii, qui seront par la suite soumis par Dagobert Ier roi des Francs austrasiens (630-660). À cette époque, le duché de Bavière est aux mains de la dynastie des agilofides, dont le fondateur Agilulf régna vers 530. Les ducs agilofides continuent à régir la Bavière au nom des rois francs jusqu'à Odilon de Bavière qui en 743 prend le titre de roi.
Dès 739, Boniface fixe les diocèses de Ratisbonne, Freising, Passau et Salzbourg. Odilon essaye mais en vain de se soustraire à la suzeraineté de Charles Martel. Après la mort d'Odilon, en 748, Hiltrude, sœur de Pépin le Bref, exerce la régence pour son fils Tassilon.
En 757, Tassilon prête serment de fidélité à Pépin le Bref, au plaid de Compiègne. Mais il mène ensuite une politique d'autonomie risquée vis-à-vis du roi des Francs, violant son serment de fidélité à Pépin. Il se ligue d'abord avec Didier de Lombardie, roi des Lombards, et avec le duc d'Aquitaine. Il conclut notamment une alliance matrimoniale avec la lombarde Liutberge, fille de Didier. Il réunit des conciles et le pape Hadrien baptise son fils en 772. C'est pourquoi Charlemagne exige un renouvellement de son serment en 787 : Tassilon s'y prête et reçoit en échange l'investiture solennelle de son duché de Bavière. Toutefois, à la suite de son rapprochement avec ses voisins orientaux, les Avars, Tassilon est enfermé par le Carolingien dans un monastère en 788.
Charlemagne confie le gouvernement du duché à son beau-frère Gérold, comte de Souabe. En 794, la Bavière entre dans le patrimoine direct des Carolingiens. En 798, Arn de Salzbourg devient le premier archevêque de Bavière. Louis le Débonnaire l'érige en royaume franc (814), et le donne à son fils aîné, Lothaire, qui en 817 le cède à Louis le Germanique. En 912, la lignée des Carolingiens s'étant éteinte en la personne de Louis l'Enfant, les Bavarois choisissent pour chef le margrave Arnulf Ier le Mauvais, fils de Luitpold de Bavière, qui prend le titre de duc. Après sa mort le 14 juillet 937, le duché de Bavière passera successivement aux mains de diverses dynasties : il est possédé par des ducs de la maison de Saxe (947-1004), de la maison de Franconie (1004-1070), par les Welfs de la maison d'Este (1070-1139), puis, par des ducs autrichiens.
À sa plus grande extension, le royaume médiéval de Bavière comprend, outre la Bavière propre, la Carinthie, la Carniole, l'Istrie, le Frioul, l'ancienne Pannonie et le Sud de la Moravie et de la Bohême. Mais les Magyars, cavaliers finno-ougriens installés depuis 895 à la place des Avars dans le bassin du moyen-Danube, envahissent et dévastent le pays, annexant les territoires à l'est de la Wachau et au sud de la Drave. Les armées germaniques commandées par le futur empereur Otton le Grand affrontent et battent les Magyars à la bataille du Lechfeld qui eut lieu le 10 août 955 en Souabe : cela met fin aux pillages et fixe, pour plus de mille ans, la frontière entre l'Empire germanique et la Hongrie.
En 1180, l'empereur Frédéric Ier Barberousse donne la Bavière à Othon de Wittelsbach, comte palatin de Bavière — descendant d'Arnoul de Carinthie, fils de Luipold —, faisant partie de la famille de Wittelsbach, maison qui régnera jusqu'au XXe siècle. Sous les successeurs de ce prince, le duché de Bavière, qui avait été considérablement réduit, accroît à nouveau sa superficie. Après la mort d'Othon II de Bavière (1253), ses deux fils Louis II et Henri XIII se partagent ses États : Louis règne sur la Haute-Bavière, Henri sur la Basse-Bavière. Louis IV, dit le Bavarois, fils de Louis II, réunit en 1312 la Haute et la Basse-Bavière et est couronné empereur en 1314. Louis IV agrandit considérablement ses domaines ; lorsqu'il meurt (1347) il possède, outre la Bavière, le Brandebourg, la Hollande, la Zélande, le Tyrol, etc. Les fils de Louis se partagent ces diverses provinces, et forment un grand nombre de branches qui s'éteignent rapidement, de sorte qu'en 1504, lors de la guerre de Succession de Landshut, Albert IV de la branche de Munich, réunit de nouveau toute la Bavière.

### XVIIeetXVIIIesiècles

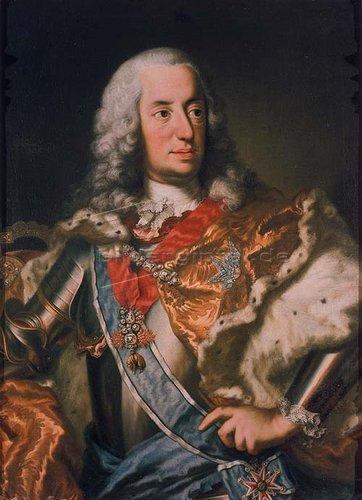
L'empereur Charles VII.

Les successeurs d'Albert s'opposent de toutes leurs forces à la Réforme et prennent parti pour l'Empereur dans la guerre de Trente Ans. En récompense, l'empereur Ferdinand II confère au duc Maximilien la dignité d'électeur (1623) qu'il avait confisquée au comte Frédéric V du Palatinat, également membre de la maison de Wittelsbach, converti au protestantisme et qui avait été élu roi de Bohême par les Tchèques révoltés. L'empereur rend cette dignité héréditaire dans la branche catholique de la maison de Bavière. Cette dignité lui est confirmée en 1648 par le traité de Westphalie tandis qu'une dignité électorale supplémentaire est créée pour le comte palatin à qui sont rendues ses terres. Cependant, celui-ci passe du premier au dernier rang. Le premier rang revient à l'électeur de Bavière.

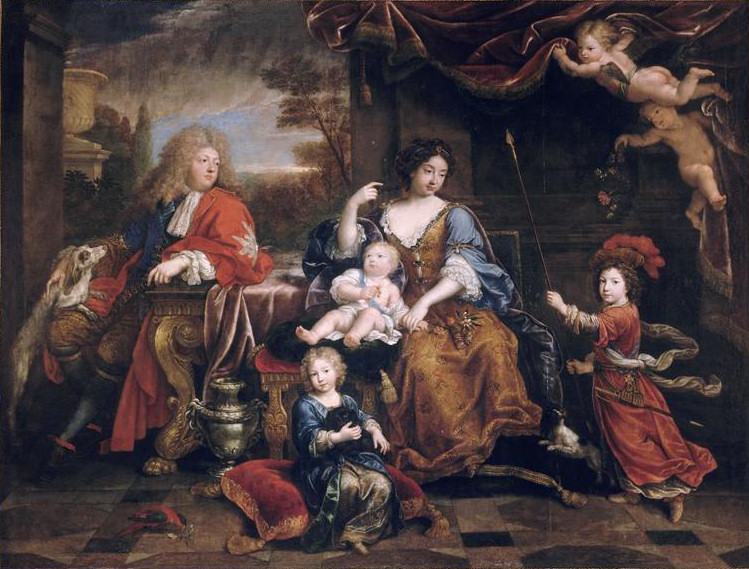
La famille du Dauphin (Mignard, 1687).

Au cours du siècle, les électeurs de Bavière sont alliés de la France contre l'Autriche et, en 1681, la duchesse Marie-Anne de Bavière (1660-1690) épouse le dauphin, fils aîné de Louis XIV de France. Cependant, elle ne sera jamais reine de France : elle meurt prématurément à l'âge de 29 ans après avoir donné trois fils à la couronne de France, dont le futur Philippe V d'Espagne.
L'électeur Maximilien II Emmanuel (1679-1726), petit-fils de l'électeur Maximilien Ier et frère de la dauphine Marie-Anne-Victoire, s'étant déclaré pour la France dans la guerre de Succession d'Espagne, est mis au ban de l'Empire après la bataille d'Höchstädt (1704) et il ne rentre dans ses droits qu'après la paix de Bade (1714).
Charles-Albert, qui lui succède, prétend à la succession de l'Empereur Charles VI, conquiert la Bohême et l'Autriche, et se fait même couronner à Francfort en 1742 sous le nom de Charles VII, mais, vaincu par François de Lorraine, gendre du défunt Charles VI (époux de sa fille aînée Marie-Thérèse d'Autriche) à la tête des troupes autrichiennes, il se voit forcé non seulement de renoncer à l'Empire, mais d'abandonner la Bavière elle-même à François de Lorraine ; il meurt avant la fin de la guerre. François de Lorraine est élu empereur.
Maximilien III Joseph, son fils, fait la paix avec François et recouvre ses États par la paix de Füssen (1745). La Bavière jouit d'un peu de repos lorsque la mort de Maximilien Joseph, dernier rejeton des Wittelsbach de Bavière, soulève de nouvelles discordes (guerre de Succession de Bavière 1778-1779).
Charles Théodore, électeur palatin, son lointain cousin et successeur, répugnant à quitter ses États s'entend avec l'empereur Joseph II pour échanger la Bavière qui passerait à l'Autriche contre les Pays-Bas autrichiens. La démarche échoue à cause de la Prusse qui s'instaure avec grandiloquence défenseur des libertés des princes de l'Empire contre le despotisme impérial. Charles-Théodore parvient cependant à régner en Bavière, et après sa mort (1799), son neveu Maximilien Joseph de Deux-Ponts lui succède.

### XIXesiècle

Le royaume de Bavière en 1815.

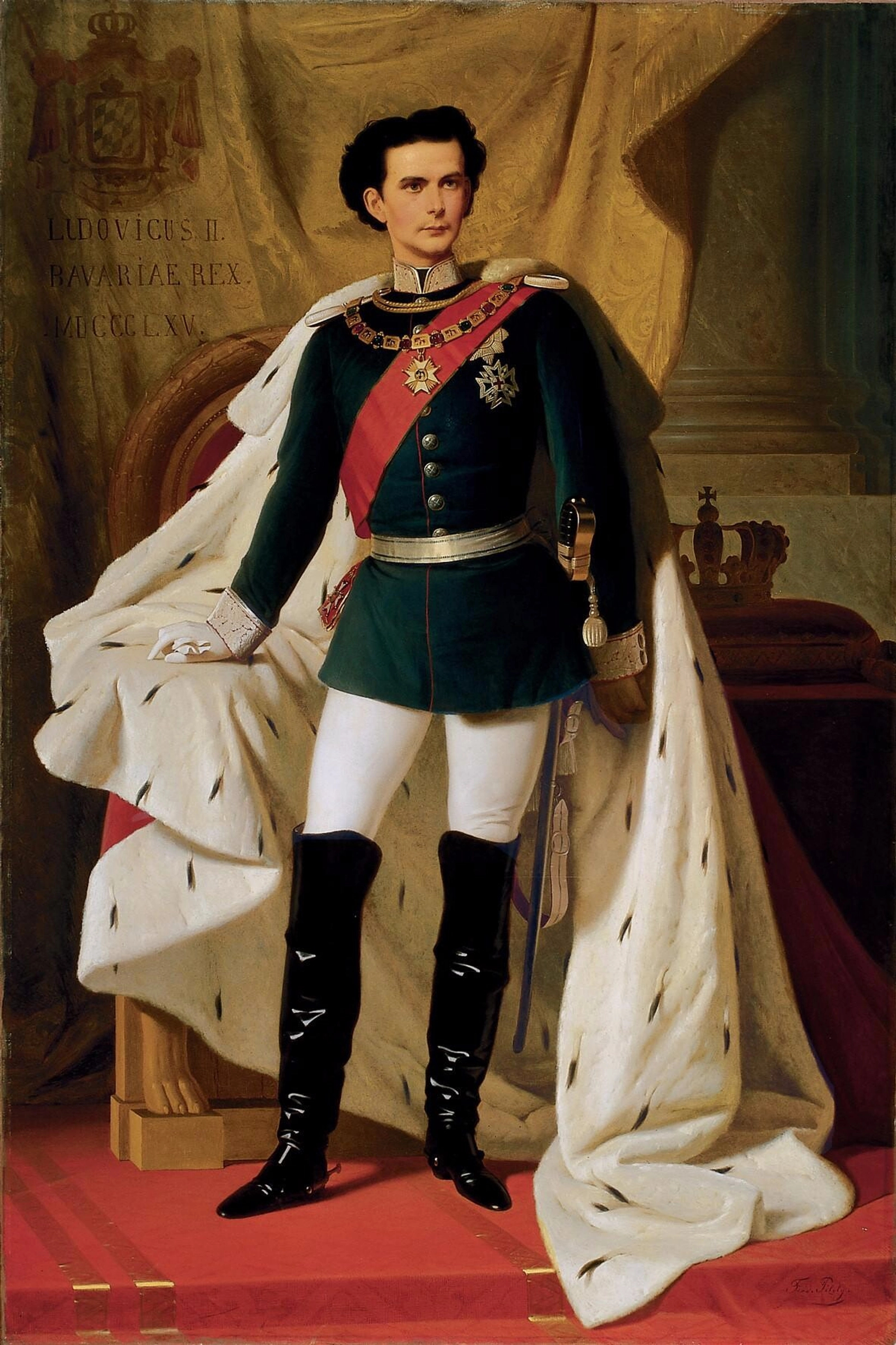
Louis II de Bavière en 1865.

Au cours des guerres de la Révolution française, la Bavière doit céder ses possessions sur la rive gauche du Rhin, par la paix de Lunéville, mais elle reçoit d'amples compensations, notamment l'annexion de la Franconie. Elle signe l'acte de la confédération du Rhin, et sous la protection de Napoléon Ier, qui avait considérablement agrandi son territoire, elle est érigée en royaume de Bavière en 1805 et demeure sous le gouvernement des Wittelsbach, avec lesquels son histoire se confondra tout au long du XIXe siècle et jusqu'en 1918. Alliée de la France, elle donne des épouses à Eugène de Beauharnais, fils adoptif de Napoléon et au maréchal Berthier et doit fournir de nombreux contingents à l'armée impériale. En 1809, Napoléon bat les Autrichiens à Abensberg. Après les désastres de 1813, Maximilien retourne ses armes contre la France. Pour prix de cette conduite, il reçoit au congrès de Vienne la confirmation de sa royauté et de ses possessions, à l'exception du Tyrol et du Vorarlberg qu'il doit rendre à l'Autriche. Il donne en 1818 à ses États une charte constitutionnelle. Son fils Louis Ier se signale pendant son règne par son goût pour les Beaux-Arts. Pressé par la population choquée par sa liaison avec Lola Montès, il abdique en 1848 en faveur de son fils Maximilien II. Celui-ci, pour maintenir l'importance de la Bavière, s'est constamment opposé à toute tentative de centralisation de l'Allemagne.
Son successeur Louis II subit la suprématie de la Prusse après la guerre contre la France (1870-1871). Le royaume de Bavière est alors intégré au Reich bismarckien tout en se voyant garantir une plus grande autonomie interne que les États fédérés du Nord de l'Allemagne. Cette autonomie concerne l'armée bavaroise, dont le commandant en chef demeure le roi en temps de paix, et la compagnie ferroviaire de l'État bavarois, non intégrée dans l'administration ferroviaire prussienne, comme le veut le traité du Zollverein. D'un point de vue politique, le royaume dispose d'une représentation diplomatique propre. Cette relative autonomie est à replacer dans la politique étrangère de Bismarck, avec un royaume de Bavière vu depuis Berlin comme un « piège à catholiques autrichiens ».[réf. nécessaire]
Louis II est certainement le monarque le plus connu, notamment grâce à la construction de châteaux extravagants (comme Neuschwanstein) et par son décès mystérieux. En 1885, il est d'ailleurs écarté au profit d'un conseil de régence, dirigé par son oncle Luitpold de Wittelsbach, puis par son cousin Louis, le futur Louis III. Entre 1886 et 1913, la Bavière est un royaume gouverné par une régence, car Otto, le frère et successeur de Louis II, est fou et demeure interné durant quarante ans au château de Fürstenried. À la mort de son père, Louis lui succède comme régent de son cousin, avant de le faire déposer et de lui succéder comme roi sous le nom de Louis III.
Quant à sa célèbre cousine la future impératrice Élisabeth de Bavière, dite Sissi, elle habite avec sa mère, sœur du roi Louis Ier, son père Maximilien en Bavière et ses frères et sœurs — notamment Marie-Sophie, future reine des Deux-Siciles et Sophie-Charlotte, future duchesse d'Alençon — au château de Possenhofen, sur les bords du lac de Starnberg.

### XXesiècle
La monarchie est abolie en 1918, quand le roi Louis III est poussé à abdiquer. La république est proclamée à Munich par Kurt Eisner le 10 novembre 1918. Rapidement, les oppositions entre sociaux-démocrates, conseillistes et communistes rendent celle-ci difficile à gouverner. L'année 1919 voit la proclamation d'une république des conseils de Bavière. Basé à Munich, le gouvernement communiste est rapidement réprimé par Hoffmann, président du conseil, replié à Bamberg, appuyé sur les corps francs.
À partir de la reconquête de Munich, la Bavière est gérée par un commissaire du Reich, pratiquement dictateur pour les affaires intérieures, et sert de refuge à un certain nombre d'organisations d'extrême-droite revanchardes.
Après la Seconde Guerre mondiale, la quasi-totalité du territoire de l'État libre de Bavière fait partie de la zone d'occupation américaine. Le gouverneur militaire, Lucius D. Clay, préside à la création du land de Bavière et nomme Fritz Schäffer puis le social-démocrate Wilhelm Hoegner ministres-présidents. La Christlich-Soziale Union in Bayern (CSU) est formée durant l'année 1946 et remporte aussitôt les premières élections au parlement régional. Bien que le parti ait obtenu la majorité absolue, Hans Ehard forme tout d'abord un gouvernement de coalition avec les sociaux-démocrates, qui avaient également participé à la préparation de la constitution du Land.
La politique bavaroise est fortement marquée par des tendances autonomistes ou décentralisatrices qu'Ehard représente durant la préparation de la constitution de la République fédérale d'Allemagne. Même si le texte adopté reflète largement ces vues, la Bavière est le seul Land de l'Ouest à voter contre la loi fondamentale en 1949 mais accepte d'entrer dans le nouvel État si le reste des Länder valide cette constitution.
En 1980, lors de l'Oktoberfest, eut lieu un attentat à la bombe qui fit 13 morts à Munich.
La CSU a par ailleurs été le seul parti chrétien-démocrate à refuser la fusion au sein d'un parti uni sous la houlette de Konrad Adenauer, et elle reste jusqu'à aujourd'hui indépendante de la CDU avec laquelle elle collabore au niveau fédéral. Elle domine largement la politique régionale et a été le parti réunissant le plus grand nombre de voix à chaque élection depuis 1946. À partir des années 1960, la CSU obtient même la majorité absolue au parlement régional et gouverne seule, sans coalition, jusqu'en 2008. Cette année-là, elle fait face à un important recul électoral (43 % des voix contre 61 % en 2003, et jamais moins de 53 % depuis 1970) et est contrainte à une coalition avec le FDP. En 2013, la CSU regagnait la majorité absolue.
Aujourd'hui, la Bavière est l'un des Länder les plus riches de l'Allemagne réunifiée (avec l'un des taux de chômage les plus bas).

## Culture

### Symboles

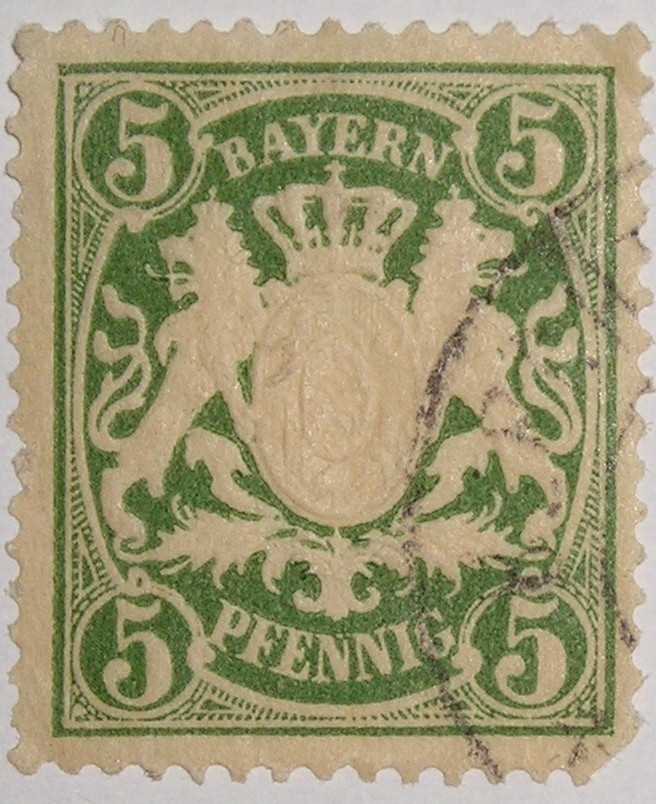
Timbre du royaume de 1867.

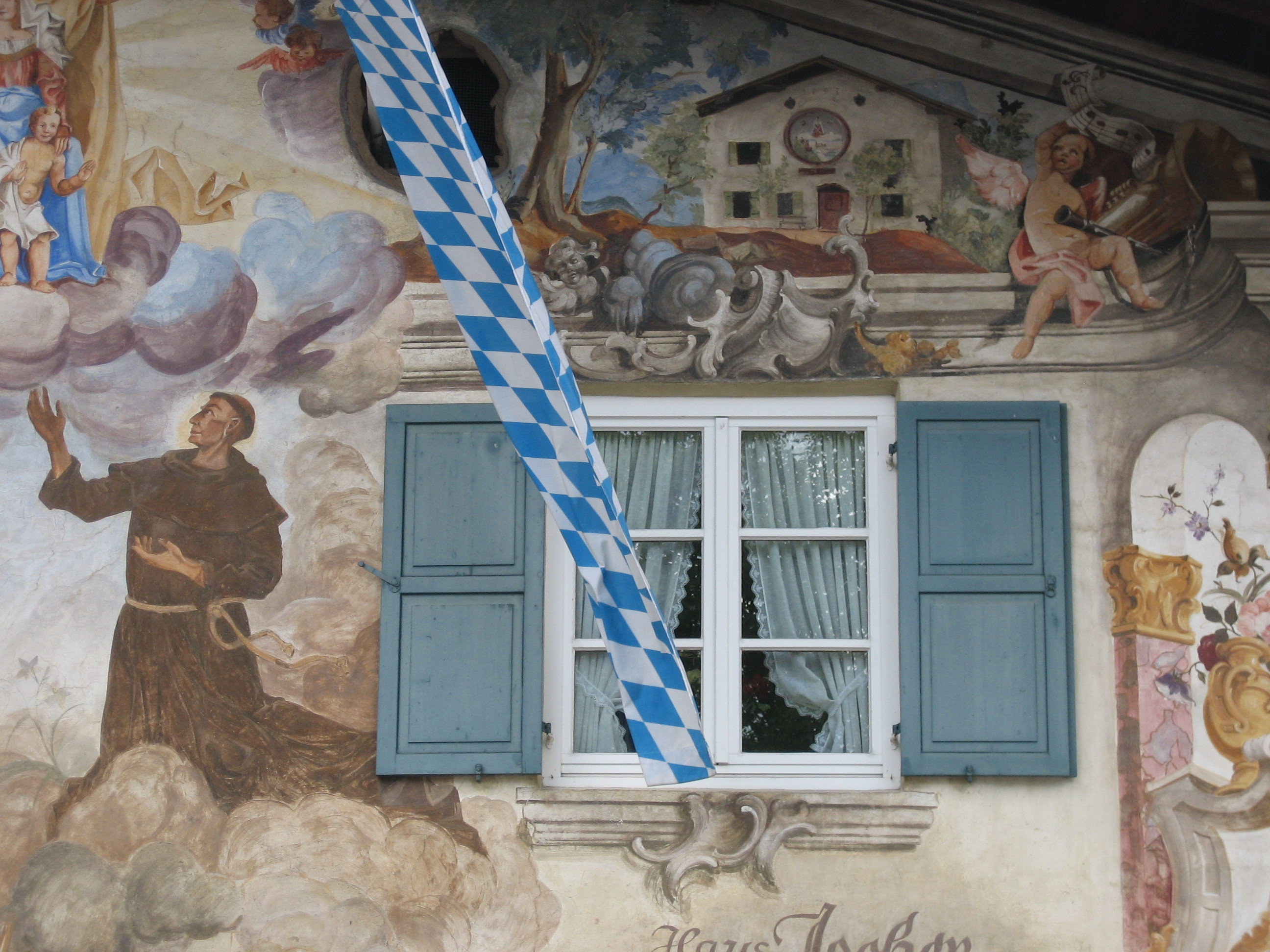
Maison typique peinte, avec le drapeau bavarois à Garmisch-Partenkirchen

L'État libre de Bavière, selon l'usage de la plupart des républiques d'Europe, s'est approprié les grandes armes du royaume de Bavière.
L'écu est écartelé au 1er de sable au lion d'or armé et lampassé de gueules (Palatinat), au 2e d'argent au chef de gueules prolongé de quatre pointes en pal (Franconie), au 3e d'argent à la panthère d'azur armée et lampassée de gueules (Haute et Basse-Bavière), au 4e d'or aux trois léopards de sable armés et lampassés de gueules (Souabe). À l'écu losangé d'azur et d'argent brochant sur le tout en cœur (famille de Wittelsbach).
| Großes Staatswappen | Kleines Staatswappen | Rautenflagge        | Streifenflagge    |
| Grandes armes.      | Petites armes.       | Drapeau (losanges). | Drapeau (bandes). |

On retrouve les couleurs de la Bavière sur le logo du constructeur automobile BMW dont l'acronyme signifie Bayerische Motoren Werke que l'on peut traduire par « Manufacture bavaroise de moteurs ». Mais les couleurs que l'on voit sur le logo de BMW sont inversées, le bleu étant avant le blanc (contrairement à ce qui est souvent avancé, ce logo n'a pas été créé à l'origine pour représenter des pales d'une hélice sur un fond de ciel bleu même si BMW fabriquait au départ des moteurs d'avions).
L'hymne de la Bavière est le Bayernhymne.

### Langues
L'allemand est la langue officielle de la Bavière, mais un groupe des dialectes régionaux, le bavarois (moyen-bavarois et bavarois du Nord) y est répandu dans la partie sud du Land : on estime à environ 16 % de la population le nombre de locuteurs l'utilisant chaque jour, et ce chiffre s'élève encore lorsque l'on compte tous ceux capables de le parler. Le bavarois est aussi parlé en Autriche : la moitié de ses locuteurs s'y trouve d'ailleurs.
Les autres dialectes parlés en Bavière sont le francique oriental et le souabe. L'État libre a donc la particularité d'abriter les trois familles dialectales de l'allemand supérieur.
Il existe de facto une différence entre la Bavière culturelle qui concerne la partie sud du Land (dominée par Munich) et la Franconie (partie nord, autour de Nüremberg), territoire culturellement différent mais incorporé administrativement à la Bavière depuis 1815.

### Gastronomie
La cuisine bavaroise est une gastronomie du terroir tirant ses origines de la cuisine paysanne. Elle se caractérise par son abondance. La viande épicée, souvent rôtie, les knödels et les pâtisseries y occupent une place importante ainsi que la saucisse blanche. La bière a elle aussi un rôle important dans la gastronomie bavaroise, à la fois comme ingrédient dans de nombreux plats et comme accompagnement des repas.

### Religion

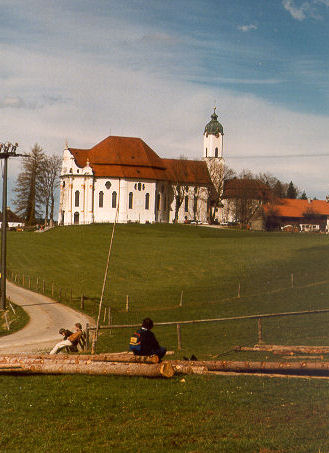
Église de pèlerinage de Wies.

Contrairement à l'Allemagne du Nord, la Bavière est majoritairement catholique (50,5 % de la population, seule la Sarre a un pourcentage plus élevé de catholiques parmi les États allemands) et politiquement plus conservatrice, comme l'indique sa politique en matière d'avortement ou la présence de crucifix sur les murs des classes d'écoles.
Mais l'Église protestante luthérienne a une forte présence dans de grandes parties de Franconie (18,8 %).
La religion demeure importante pour les habitants, comme en témoigne, par exemple, l'expression, pour saluer, « Grüss Gott » (« Dieu vous bénisse »). On trouve en Bavière de nombreuses églises dédiées à saint Denis et les personnages de saint Michel et de la Vierge Marie sont également très importants. L'archange saint Michel représente pour les Bavarois la victoire de la foi catholique sur le protestantisme, celle du bien sur le mal (à travers l'image de l'ange victorieux de Satan).
D'une manière générale en Bavière, le culte est bien suivi et les traditions sont très marquées. À Munich, on compte une centaine d'églises dont l'écrasante majorité est catholique. Les plus connues d'entre elles (la cathédrale, Saint-Pierre ou l'église des Théatins) proposent des offices dominicaux tout au long de la journée. Et tous, jeunes et moins jeunes, viennent traditionnellement assister à la messe avant le rituel du déjeuner familial. Le denier du culte est obligatoire et automatiquement prélevé sur le salaire, à moins de se déclarer officiellement sans appartenance religieuse. Les fêtes du calendrier sont très suivies : toute la période de l'Avent présente son lot de décorations et de crèches autour des marchés de l'enfant-Jésus (Christ-Kindelmarkt). La fête de Noël s'étend sur une semaine durant laquelle la vie s'arrête complètement. Et chacun vit, reclus chez soi, en famille. En Bavière, le carême est véritablement un temps de pénitence, ce qui explique la liesse manifestée au cours de la semaine de carnavals qui précède. En effet, beaucoup de villes allemandes ont leur défilé de masques multicolores et de costumes bariolés. À Munich, le Fasching, même s'il n'a pas l'importance des festivités rhénanes, est une période d'euphorie, où chacun se libère avant les austères restrictions. Et de nouveau le temps pascal marque une pause de quelques jours dans la vie des Bavarois.
Toutes les grandes fêtes religieuses rythment le cours de l'année. D'autres saints du calendrier offrent leurs manifestations particulières : ainsi à la Saint-Martin (le 11 novembre), les enfants se promènent dans la rue avec de petites lanternes. À la Saint-Nicolas (le 6 décembre), leurs bottes sont remplies de confiseries et bimbeloteries de Noël, tandis qu'à la Fête-Dieu (début juin), la foule s'aligne en une longue procession pour jeter des fleurs.
En Bavière, les lieux publics tels que hôpitaux, jardins d'enfants ou cantines, ne servent que du poisson le vendredi. Dans les campagnes, la dimension religieuse est encore plus significative : de nombreux villages possèdent leurs ateliers où sont fabriqués des objets d'art religieux. Des statuettes ainsi que les fameux personnages de crèche se dénichent à tous les coins de rue ! Dans les champs en pleine nature, des vierges ou des crucifix isolés rappellent qu'ici la religion ne s'oublie pas. L'incroyable densité d'abbayes, couvents et lieux de pèlerinage où les fidèles se rassemblent lors des chemins de croix et autres processions (la fameuse représentation de la Passion du Christ à Oberammergau) font de la Haute-Bavière un véritable noyau de la spiritualité catholique.
L'ancien pape Benoît XVI est né à Marktl am Inn en Haute-Bavière et fut archevêque de Munich et Freising.

## Politique
Fait unique dans l'histoire politique des Länder depuis la fondation de la RFA, la CSU (Union chrétienne-sociale, conservatrice) a dirigé seule la Bavière à partir de 1962, disposant de la majorité absolue pendant dix législatures consécutives. Elle fut le fief de deux figures de la vie politique allemande : l'ancien ministre fédéral Franz Josef Strauß, entre 1978 et 1988, et Edmund Stoiber, candidat à la chancellerie fédérale lors des législatives de 2002, pressenti pour devenir ministre fédéral de l'Économie du cabinet Merkel et qui dirigea le Land de 1994 à 2007.
Coup de théâtre lors des élections du 28 septembre 2008 : la CSU, malgré ses 43 % de suffrages, ne dispose plus de la majorité absolue. Son président, Erwin Huber, puis le ministre-président du Land, Gunther Beckstein, démissionnent dans la foulée. Il faut attendre le 25 octobre pour qu'une coalition majoritaire, réunissant les conservateurs et le parti libéral (FDP), soit formée. Deux jours plus tard, le ministre fédéral de l'Agriculture et nouveau président de la CSU, Horst Seehofer, est élu ministre-président de la Bavière.
Les élections législatives régionales de 2013 permettent à la CSU de regagner la majorité absolue au Landtag avec près de 48 % des voix. Elle perd cette majorité lors des élections d'octobre 2018 en ne recueillant que 35,5 % des suffrages face à une progression des votes en faveur d'Alliance 90 / Les Verts (19 %) et à un résultat de 11 % pour l'AfD.
La Bavière était entre 1946 et 1999 le seul Land allemand à disposer d'un parlement bicaméral, puisqu'elle possédait aussi un Sénat, preuve de sa singularité. Ce Sénat a été supprimé par une révision constitutionnelle en 1998 entrée en vigueur au 1er janvier 2000.

### Jumelages
| Régions jumelées avec la Bavière | Régions jumelées avec la Bavière | Régions jumelées avec la Bavière | Régions jumelées avec la Bavière | Régions jumelées avec la Bavière |
| -------------------------------- | -------------------------------- | -------------------------------- | -------------------------------- | -------------------------------- |
| Carte de Shandong                | Shandong                         | Chine                            | 1987                             | République populaire de Chine    |
| Blason du Québec                 | Québec                           | Canada                           | 1989                             | Canada                           |
| Carte du Cap-Occidental          | Cap-Occidental                   | Afrique du Sud                   | 1995                             | Afrique du Sud                   |
| Carte du Gauteng                 | Gauteng                          | Afrique du Sud                   | 1995                             | Afrique du Sud                   |
| Blason de l'État de São Paulo    | État de São Paulo                | Brésil                           | 1997                             | Brésil                           |
| Blason de la Californie          | Californie                       | États-Unis                       | 1998                             | États-Unis                       |
| Carte de Guangdong               | Guangdong                        | Chine                            | 2004                             | République populaire de Chine    |
| Blason de Karnataka              | Karnataka                        | Inde                             | 2007                             | Inde                             |

## Subdivisions
La Bavière est divisée en sept districts (Regierungsbezirke) appelés également circonscriptions ou régions administratives, eux-mêmes subdivisés en soixante-et-onze arrondissements (Landkreise) et vingt-cinq municipalités non intégrées à un arrondissement, constituant donc un arrondissement à elles-seules, appelées villes-arrondissements (kreisfreie Städte).

### Districts(Regierungsbezirke)

Les régions administratives (Regierungsbezirke) bavaroises.

| Districts                                   | Blason | Indic. | Abrév. | Capitale              | Superficie    | Population (Décembre 2020) | Densité |
| District de Haute-Bavière Oberbayern        |        | 091    | Obb.   | Munich München        | 17 529,63 km2 | 4 719 716                  | 241,5   |
| District de Basse-Bavière Niederbayern      |        | 092    | Ndb.   | Landshut              | 10 329,91 km2 | 1 247 063                  | 115,9   |
| District du Haut-Palatinat Oberpfalz        |        | 093    | Opf.   | Ratisbonne Regensburg | 9 691,03 km2  | 1 112 267                  | 112,5   |
| District de Haute-Franconie Oberfranken     |        | 094    | Ofr.   | Bayreuth              | 7 231,00 km2  | 1 062 085                  | 152,6   |
| District de Moyenne-Franconie Mittelfranken |        | 095    | Mfr.   | Ansbach               | 7 244,85 km2  | 1 775 704                  | 235,9   |
| District de Basse-Franconie Unterfranken    |        | 096    | Ufr.   | Wurtzbourg Würzburg   | 8 530,99 km2  | 1 317 507                  | 157,3   |
| District de Souabe Schwaben                 |        | 097    | Schw.  | Augsbourg Augsburg    | 9 992,03 km2  | 1 905 841                  | 179,1   |

### Arrondissements (Landkreise) et villes-arrondissements (kreisfreie Städte)

Les arrondissements bavarois.

Les 71 arrondissements (Landkreise) de Bavière :
1. Aichach-Friedberg (AIC) ;
2. Altötting (AÖ) ;
3. Amberg-Sulzbach (AS) ;
4. Ansbach (AN) ;
5. Aschaffenburg (AB) ;
6. Augsbourg (A) ;
7. Bad Kissingen (KG) ;
8. Bad Tölz-Wolfratshausen (TÖL) ;
9. Bamberg (BA) ;
10. Bayreuth (BT) ;
11. Cham (CHA) ;
12. Cobourg (CO) ;
13. Dachau (DAH) ;
14. Danube-Ries (DON) ;
15. Deggendorf (DEG) ;
16. Dillingen (DLG) ;
17. Dingolfing-Landau (DGF) ;
18. Ebersberg (EBE) ;
19. Eichstätt (EI) ;
20. Erding (ED) ;
21. Erlangen-Höchstadt (ERH) ;
22. Forchheim (FO) ;
23. Freising (FS) ;
24. Freyung-Grafenau (FRG) ;
25. Fürstenfeldbruck (FFB) ;
26. Fürth (FÜ) ;
27. Garmisch-Partenkirchen (GAP) ;
28. Guntzbourg (GZ) ;
29. Hassberge (HAS) ;
30. Hof (HO) ;
31. Kelheim (KEH) ;
32. Kitzingen (KT) ;
33. Kronach (KC) ;
34. Kulmbach (KU) ;
35. Landsberg am Lech (LL) ;
36. Landshut (LA) ;
37. Lichtenfels (LIF) ;
38. Lindau (LI) ;
39. Main-Spessart (MSP) ;
40. Miesbach (MB) ;
41. Miltenberg (MIL) ;
42. Mühldorf am Inn (MÜ) ;
43. Munich (M) ;
44. Neuburg-Schrobenhausen (ND) ;
45. Neumarkt in der Oberpfalz (NM) ;
46. Neustadt an der Aisch-Bad Windsheim (NEA) ;
47. Neustadt an der Waldnaab (NEW) ;
48. Neu-Ulm (NU) ;
49. Oberallgäu (OA) ;
50. Ostallgäu (OAL) ;
51. Passau (PA) ;
52. Pays-de-Berchtesgaden (BGL) ;
53. Pays-de-Nuremberg (LAU) ;
54. Pfaffenhofen an der Ilm (PAF) ;
55. Ratisbonne (R) ;
56. Regen (REG) ;
57. Rhön-Grabfeld (NES) ;
58. Rosenheim (RO) ;
59. Roth (RH) ;
60. Rottal-Inn (PAN) ;
61. Schwandorf (SAD) ;
62. Schweinfurt (SW) ;
63. Starnberg (STA) ;
64. Straubing-Bogen (SR) ;
65. Tirschenreuth (TIR) ;
66. Traunstein (TS) ;
67. Unterallgäu (MN) ;
68. Weilheim-Schongau (WM) ;
69. Weissenburg-Gunzenhausen (WUG) ;
70. Wunsiedel im Fichtelgebirge (WUN) ;
71. Wurtzbourg (WÜ).

Les 25 villes-arrondissements (kreisfreie Städte) de Bavière :
1. Amberg (AM) ;
2. Ansbach (AN) ;
3. Aschaffenbourg (AB) ;
4. Augsbourg (A) ;
5. Bamberg (BA) ;
6. Bayreuth (BT) ;
7. Cobourg (CO) ;
8. Erlangen (ER) ;
9. Fürth (FÜ) ;
10. Hof (HO) ;
11. Ingolstadt (IN) ;
12. Kaufbeuren (KF) ;
13. Kempten (Allgäu) (KE) ;
14. Landshut (LA) ;
15. Memmingen (MM) ;
16. Munich (M) ;
17. Nuremberg (N) ;
18. Passau (PA) ;
19. Ratisbonne (R) ;
20. Rosenheim (RO) ;
21. Schwabach (SC) ;
22. Schweinfurt (SW) ;
23. Straubing (SR) ;
24. Weiden in der Oberpfalz (WEN) ;
25. Wurtzbourg (WÜ).

## Économie
Le centre économique de la Bavière est Munich, ville du siège social des principales sociétés de la Bavière. Beaucoup de firmes multinationales allemandes sont originaires de la Bavière, comme BMW, MAN, Adidas, Puma, Quelle et Allianz.
Afin de promouvoir l'attractivité de la Bavière en tant que site d'affaires, le ministère bavarois de l'Économie, des Infrastructures, des Transports et de la Technologie créait en 1998 l'agence pour les investissements Invest in Bavaria qui se trouve au cœur de Munich.
Le taux de chômage s'élève en juillet 2021 à 3,3 % contre 5,6 % pour l'ensemble de l'Allemagne. C'est le Land allemand le moins touché, juste devant le Bade-Wurtemberg.

## Démographie
La Bavière compte environ 12,9 millions d'habitants (2016). Huit des 80 plus grandes villes d'Allemagne sont situées en Bavière, Munich étant la plus grande (1 450 381 habitants), suivie de Nuremberg (509 975 habitants) et d'Augsbourg (286 374 habitants). Toutes les autres villes de Bavière comptaient chacune moins de 150 000 habitants en 2015. La densité de population en Bavière était de 182 habitants par kilomètre carré, en dessous de la moyenne nationale de 227 habitants par kilomètre carré. Les ressortissants étrangers résidant en Bavière provenaient principalement d'autres pays de l'UE et de la Turquie.

### Ressortissants étrangers
|    | Nationalité        | Population (31 décembre 2022) |
| -- | ------------------ | ----------------------------- |
| 1  | Roumanie           | 193 139                       |
| 2  | Turquie            | 176 991                       |
| 3  | Ukraine            | 156 139                       |
| 4  | Pologne            | 105 873                       |
| 5  | Italie             | 94 996                        |
| 6  | Syrie              | 88 384                        |
| 7  | Autriche           | 74 740                        |
| 8  | Bosnie-Herzégovine | 69 070                        |
| 9  | Grèce              | 68 754                        |
| 10 | Hongrie            | 67 808                        |
| 10 | Bulgarie           | 59 759                        |